# Peter Phillips (artiste)
 (décembre 2013).
Pour les articles homonymes, voir Phillips et Peter Phillips (homonymie).
Peter Phillips est un artiste anglais né le 21 mai 1939 à Birmingham et mort le 23 juin 2025. Il est associé au pop art.

## Biographie
Peter Phillips a étudié au Royal College of Art de Londres aux côtés de Peter Blake, David Hockney et Allen Jones En 1960, il a commencé à exposer avec Allen Jones, David Hockney et Ronald J. Kitaj. 